# Elaine May
Elaine May, rodným jménem Elaine Iva Berlin, (* 21. dubna 1932) je americká herečka, režisérka, scenáristka a dramatička.
Narodila se do židovské rodiny ve Filadelfii, její rodiče byli divadelní herci a ona sama od dětství hrála v putovním divadle. Se svým prvním manželem Marvinem Mayem měla dceru Jeannie (1949), později herečku. Dále byla krátce vdaná za textaře Sheldona Harnicka a poté téměř dvacet let za psychoanalytika Davida L. Rubinfinea. Dvacet let byl jejím partnerem režisér Stanley Donen.
V 50. a 60. letech vystupovala v komediálním duu s Mikem Nicholsem. Sama režírovala filmy Nový list (1971), Dobyvatel srdcí (1972), Mikey a Nicky (1976) a Ishtar (1987). Podílela se na scénářích k Nicholsovým filmům Ptačí klec (1996) a Barvy moci (1998). V roce 2016 ztvárnila jednu z hlavních rolí v šestidílném seriálu Woodyho Allena Crisis in Six Scenes, již v roce 2000 hrála v jeho filmu Darebáčci.
Je držitelkou čestného Oscara (2022), Filmové ceny Britské akademie (1999) a cen Grammy (1962), Tony (2019) a Saturn (1978). V roce 2013 ji prezident Barack Obama udělil Národní medaili umění.